# Spengler Cup 1976
Der Spengler Cup 1976 (französisch Coupe Spengler 1976) war die 50. Auflage des gleichnamigen Wettbewerbs und fand vom 26. bis 31. Dezember 1976 im Schweizer Luftkurort Davos statt. Als Spielstätte fungierte das dortige Eisstadion. Das Turnier gewann die sowjetische B-Nationalmannschaft ohne Niederlage.

## Teilnehmer
Am Turnier nahmen fünf Nationalmannschaften teil, wobei die Sowjetunion, Finnland und die Tschechoslowakei jeweils durch eine B-Nationalmannschaft vertreten wurde. Das sowjetische Team setzte sich aus Spielern von Kristall Saratow und Chimik Woskressensk zusammen, die Tschechoslowakei wurde durch Tesla Pardubice vertreten. Die finnische Mannschaft bestand vor allem aus Junioren-Nationalspielern.
Wirtschaftlich war das Turnier ein Misserfolg, da nur etwa 19.000 Zuschauer die Spiele besuchten.

## Modus
Die fünf teilnehmenden Teams spielten in einer Einfachrunde im Modus «jeder gegen jeden», so dass jede Mannschaft vier Spiele bestritt. Die punktbeste Mannschaft errang den Turniersieg.

## Turnierverlauf
| 26. Dezember 1976 15:00 Uhr | Schweiz R. Tschiemer (25.) U. Hofmann (29.) U. Lott (30.) M. Horisberger (47.) R. Tschiemer (49.) R. Tschiemer (60.) | 6:3 (0:0, 5:1, 1:2) | Japan Y. Urabe (31.) Imamura (56.) S. Honma (60.) | Eisstadion, Davos Zuschauer: 2'600 |

| 26. Dezember 1976 21:00 Uhr | Sowjetunion B W. Krutow (11.) W. Schutschok (26.) W. Schutschok (28.) W. Krutow (34.) J. Kortschin (46.) W. Wiktorow (59.) | 6:2 (1:0, 3:1, 2:1) | Finnland B M. Hakulinen (22.) Н. Niemi (54.) | Eisstadion, Davos Zuschauer: 1'500 |

| 27. Dezember 1976 15:00 Uhr | Japan Y. Urabe (29.) Hikigi (40.) H. Urabe (40.) Kyoya (54.) | 4:3 (0:2, 3:1, 1:0) | Finnland B Erkki Laine(18.) K. Eloranta(20.) V.-M. Ruisma (28.) | Eisstadion, Davos Zuschauer: 900 |

| 27. Dezember 1976 21:00 Uhr | Tschechoslowakei B J. Novák (5.) Karel Vohralík (9.) Bohuslav Šťastný (31.) Pavel Beránek (51.) | 4:2 (2:0, 1:0, 1:2) | Schweiz M. Türler (45.) U. Bärtschi (52.) | Eisstadion, Davos Zuschauer: 2'000 |

| 28. Dezember 1976 15:00 Uhr | Schweiz M. Horisberger (55.) | 1:6 (0:2, 0:0, 1:4) | Sowjetunion B W. Wiktorow (19.) W. Beloussow (19.) W. Golubowitsch (44.) J. Kuplinow (51.) W. Schutschok (51.) N. Stakanow (54) | Eisstadion, Davos Zuschauer: 2'500 |

| 29. Dezember 1976 15:00 Uhr | Finnland B M. Hakulinen (8.) J. Laiho (18.) Н. Niemi (32.) J. Laiho (32.) | 4:1 (2:0, 2:0, 0:1) | Tschechoslowakei B V. Martinec (41.) | Eisstadion, Davos Zuschauer: 1'800 |

| 29. Dezember 1976 21:00 Uhr | Sowjetunion B W. Wiktorow (9.) W. Wachruschew (25.) W. Wiktorow (32.) W. Golubowitsch (34.) W. Beloussow (39.) W. Krutow (47.) B. Werigin (49.) J. Kortschin (55.) Е. Kucharsch (57.) | 9:3 (1:0, 4:1, 4:2) | Japan H. Urabe (28.) Hikigi (43.) Azuma (55.) | Eisstadion, Davos Zuschauer: unbekannt |

| 30. Dezember 1976 15:00 Uhr | Tschechoslowakei B F. Pecivál (8.) B. Šťastný (13.) J. Novák (13.) J.Novák (33.) Bulis (40.) V. Martinec (49.) F. Panchártek (15.) P. Beránek (55.) V. Martinec (56.) | 9:2 (3:0, 2:1, 4:1) | Japan Urabe (23.) Kyoya (49.) | Eisstadion, Davos Zuschauer: 1'100 |

| 30. Dezember 1976 21:00 Uhr | Schweiz R. Tschiemer (22.) U. Bärtschi (31.) | 2:1 (0:0, 2:1, 0:0) | Finnland B J. Laiho (21.) | Eisstadion, Davos Zuschauer: 2'400 |

| 31. Dezember 1976 10:30 Uhr | Tschechoslowakei B V. Martinec (4.) | 1:4 (1:1, 0:1, 0:2) | Sowjetunion B J. Kuplinow (19.) N. Stakanow (33.) W. Krutow (49.) Е. Kucharsch (58.) | Eisstadion, Davos Zuschauer: 3'500 |

| Pl. |                    | Sp | S | U | N | Tore  | Punkte |
| --- | ------------------ | -- | - | - | - | ----- | ------ |
| 1.  | Sowjetunion B      | 4  | 4 | 0 | 0 | 25:07 | 8:0    |
| 2.  | Tschechoslowakei B | 4  | 2 | 0 | 2 | 15:12 | 4:4    |
| 3.  | Schweiz            | 4  | 2 | 0 | 2 | 11:14 | 4:4    |
| 4.  | Finnland B         | 4  | 1 | 0 | 3 | 10:15 | 2:6    |
| 5.  | Japan              | 4  | 1 | 0 | 3 | 09:26 | 2:6    |

## Topscorer
| Name              | Mannschaft         | Tore | Vorlagen | Punkte |
| ----------------- | ------------------ | ---- | -------- | ------ |
| Vladimír Martinec | Tschechoslowakei B | 4    | 3        | 7      |
| Hideo Urabe       | Japan              | 4    | 2        | 6      |

## Mannschaftskader
| Mannschaft         | Aufgebot |
| ------------------ | --- |
| Schweiz            | Urs Bärtschi, Guy Dubois, Éric Girard, Edgar Grubauer, Ueli Hofmann, Michael Horisberger, Jakob Kölliker, Markus Lindemann, Urs Lott, Ernst Lüthi, Jöri Mattli, Andreas Meyer, Alfio Molina, Anton Neininger, Simon Schenk, René Stampfli, Rolf Tschiemer, Michel Türler, Walter Wettenschwiler, Aldo Zenhäusern Trainer: Rudolf Killias |
| Finnland B         | K. Rantanen; Kari Eloranta – М. Kaario; Н. Helander – Н. Niemi; T. Hirsimäki – H. Jortikka; Y. Hakulinen – M. Hakulinen – А. Jokinen; J. Porvari – V.-M. Ruisma – J. Laiho; J. Kapanen – J. Peltonen – Erkki Laine; I. Kaarna, А. Mikkola                                                                                                |
| Tschechoslowakei B | Jiří Crha; F. Panchártek – Z. Moučka; H. Sekera – K. Vohralík; V. Bezdíček – J. Levínský; P. Dočkal – P. Nešťák; Vladimír Martinec – Jiří Novák – Bohuslav Šťastný; P. Beránek – М. Koďousek – V. Haňka; J. Paleček – F. Bulis – F. Pecivál Trainer: Florián Střída                                                                      |
| Sowjetunion B      | А. Paschkow; J. Kuplinow – B. Werigin; А. Sapelkin – М. Scharow; P. Schulin – А. Iwanow; S. Borissow; W. Golubowitsch – N. Stakanow – W. Wachruschew; W. Schutschok – W. Golikow – W. Krutow; W. Beloussow – W. Wiktorow – J. Kortschin; Е. Kucharsch Trainer: Juri Morosow                                                              |
| Japan              | T. Otsubo (Araya, 41); T. Tsuburai – Kato; K. Esashika – K. Wakasa; Terao – Saito; Arama – T. Hikigi – S. Honma; Imamura – Y. Urabe – Y. Kyoy; Kaga – T. Honma – Kodate; S. Honma Trainer: Junji Masukawa |